# زياد علي حسنين
زياد علي حسنين توني لاعب كرة قدم قطري - مصري .
لعب سابقاً في نادي الريان ومصر للمقاصة ونادي الشمال ونادي مسيمير.